# Asset allocation
L'asset allocation è la distribuzione dei fondi disponibili fra le varie attività di investimento (asset class). Ogni portafoglio è una combinazione fra queste asset class.

## Tipologie
Si può declinare su tre tipologie:
- strategica: riflette la ripartizione degli investimenti tra le opportunità alternative secondo un orizzonte temporale di medio/lungo periodo;
- tattica: è detta così quell'allocazione (con un orizzonte temporale breve) che considera la situazione di mercato contingente e quindi adatta gli investimenti di conseguenza; se è stata definita in precedenza un'allocazione strategica la tattica modifica temporaneamente la composizione del portafoglio per sfruttare trend di mercato; deve comunque sussistere una coerenza fra strategica e tattica;
- dinamica: presenta cambiamenti sistematici di allocazione degli assets, con lo scopo di cambiare o controllare il profilo di rischio-ritorno del portfafoglio. Può variare notevolmente e rapidamente se i mercati registrano brusche variazioni.[1]

## Caratteristiche
Il processo attraverso il quale l'investitore costruisce la sua asset allocation è:
- identificazione obiettivi (in termini di rischio/rendimento) da conseguire entro un determinato orizzonte temporale
- identificazione necessità (stimate o certe) secondo il loro orizzonte temporale
- stima delle prospettive delle diverse asset class (in termini di rischi/rendimento attesi e delle loro relazioni)
- definizione di un asset allocation ottimale ottenuta mediante la massimizzazione/minimizzazione di una funzione obiettivo, secondo un risultato finanziario derivante dall'investimento aleatorio e vincolato finanziariamente (ad es. gli importi investiti devono essere positivi, la loro somma non può eccedere il capitale iniziale, ecc.)
- definizione della frequenza di ribilanciamento (frequenza in occasione della quale i pesi dei singoli investimenti devono essere riportati all'origine).